# Klimatstrejkerna i september 2019

Antal protestdeltagare den 20 september, per land.
Mer än en miljon
Hundratusentals
Tiotusentals
Tusentals
Hundratals
Ett mindre, osäkert, antal

Klimatstrejkerna i september 2019, även kända som Global Week for Future, var en serie internationella strejker och protester för att kräva åtgärder för att hantera klimatförändringarna. Strejkens nyckeldatum inkluderade 20 september, vilket var tre dagar före FN:s klimattoppmöte, och 27 september, tillsammans med hela veckan 20–27 september som föreslogs för en världsomspännande klimatstrejk. Protesterna ägde rum på 4 500 platser i 150 länder. Evenemanget var en del av skolstrejken för klimatet, inspirerad av den svenska klimataktivisten Greta Thunberg.

## Protester i olika länder
Protesterna den 20 september var troligen de största klimatstrejkerna i världshistorien.[källa behövs] Arrangörerna rapporterade att över 4 miljoner människor deltog i strejker världen över, inklusive 1,4 miljoner deltagare i strejker i Tyskland.[källa behövs] Uppskattningsvis 300 000 demonstranter deltog i australiensiska strejker, ytterligare 300 000 personer anslöt sig till Storbritanniens protester och antalet demonstranter i New York uppgick till cirka 250 000. Mer än 2 000 forskare i 40 länder lovade att stödja strejkerna.

### Kanada
Den 27 september 2019 talade Greta Thunberg i Montréal, efter en klimatmarsch med uppskattningsvis cirka 500 000 deltagare. I talet betonade hon likheter mellan Kanada och Sverige[förklaring behövs].

### Sverige

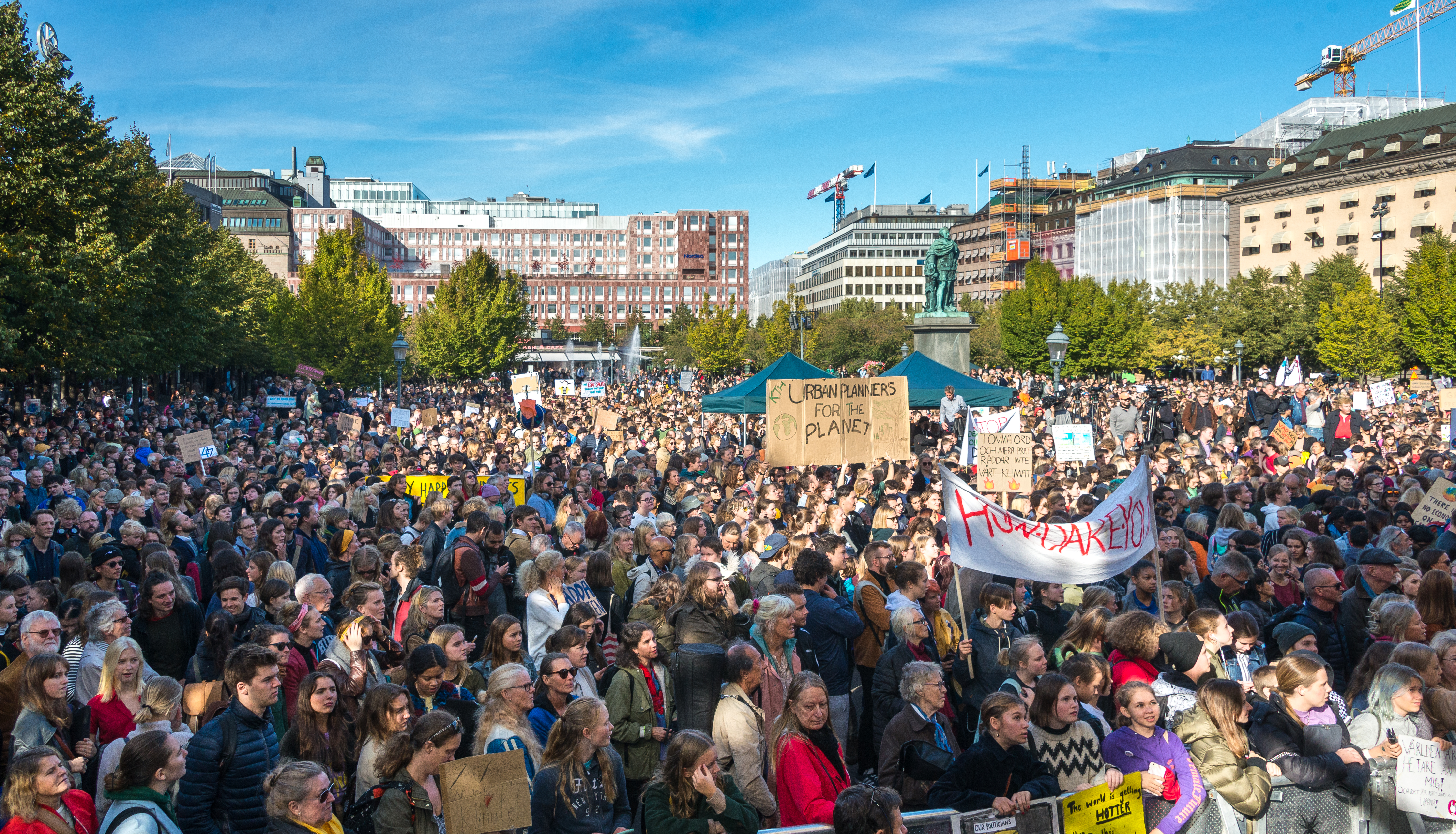
Klimatdemonstrationen i Stockholm den 27 september lockade cirka 50 000 personer och kulminerade i Kungsträdgården med artistuppträdanden, tal och kampsånger.

Den 20 september genomfördes en klimatmarsch från Mynttorget till Medborgarplatsen i Stockholm. Greta Thunbergs tal från New York City sändes till Sverige över en storbildsskärm. 
Den 27 september avslutades klimatsstrejkveckan med den största demonstrationen någonsin i Sverige för klimatet[källa behövs] med en marsch med 50 000 personer från Medborgarplatsen till Kungsträdgården där bland annat Hoffmaestro & Chraa och Robyn uppträdde.

### USA
Den 20 september 2019 höll Greta Thunberg ett tal i Battery Park i New York.